# Saison 1952-1953 de la LNH
Saison précédente Saison suivante
La saison 1952-1953 est la 36e saison de la Ligue nationale de hockey. Les six équipes ont joué chacune 70 matchs.

## Saison régulière
La ligue faillit accueillir une 7e franchise avec la candidature des Barons de Cleveland. Il leur est demandé de déposer une somme de 425 000 dollars afin de montrer qu'ils sont capables de rivaliser avec les autres équipes de la ligue. Le candidat ne peut réunir la somme voulue et Cleveland se voit répondre d'attendre encore un peu avant de faire partie de la LNH.
Sid Abel signe un contrat avec les Black Hawks de Chicago afin d'occuper le double poste d'entraîneur et de joueur. Arthur Wirtz et James D. Norris prennent la possession du club de Chicago.
Le père de ce dernier, James Norris, alors président des Red Wings de Détroit depuis 1932 meurt d'une crise cardiaque le 4 décembre 1952 et c’est sa fille Marguerite Norris qui devient la première femme présidente d’une franchise de la Ligue nationale de hockey depuis Ida Querrie propriétaire des Saint-Patricks de Toronto en 1923.
Chicago participe pour la première fois depuis la saison 1945-1946 aux séries éliminatoires de la Coupe Stanley.
Les Red Wings de Détroit remportent pour la 5e fois d'affilée le championnat et le Trophée Prince de Galles.

### Classement final
Les quatre premières équipes sont qualifiées pour les séries éliminatoires.
| Clt   | Équipe                 | PJ | V  | D  | N  | BP  | BC  | Pts |
| ----- | ---------------------- | -- | -- | -- | -- | --- | --- | --- |
| +001, | Red Wings de Détroit   | 70 | 36 | 16 | 18 | 222 | 133 | 90  |
| +002, | Canadiens de Montréal  | 70 | 28 | 23 | 19 | 155 | 148 | 75  |
| +003, | Bruins de Boston       | 70 | 28 | 29 | 13 | 152 | 172 | 69  |
| +004, | Black Hawks de Chicago | 70 | 27 | 28 | 15 | 169 | 175 | 69  |
| +005, | Maple Leafs de Toronto | 70 | 27 | 30 | 13 | 156 | 167 | 67  |
| +006, | Rangers de New York    | 70 | 17 | 37 | 16 | 152 | 211 | 50  |

- Vainqueur du trophée Prince de Galles
- Qualifié pour les séries éliminatoires

### Meilleurs pointeurs
| Joueur             | Équipe   | PJ | B  | A  | Pts | Pun |
| ------------------ | -------- | -- | -- | -- | --- | --- |
| Gordie Howe        | Détroit  | 70 | 49 | 46 | 95  | 57  |
| Ted Lindsay        | Détroit  | 70 | 32 | 39 | 71  | 111 |
| Maurice Richard    | Montréal | 70 | 28 | 33 | 61  | 112 |
| Wally Hergesheimer | New York | 70 | 30 | 29 | 59  | 10  |
| Alex Delvecchio    | Détroit  | 70 | 16 | 43 | 59  | 28  |

## Séries éliminatoires de la Coupe Stanley

### Arbre de qualification
|  | Demi-finales                              | Demi-finales                           |        |   | Finale de la Coupe Stanley     | Finale de la Coupe Stanley     |
|  | Demi-finales                              | Demi-finales                           |        |   | Finale de la Coupe Stanley     | Finale de la Coupe Stanley     |
|  |                                           |                                        |        |   |                                |                                |
|  | 24, 26, 29, 31 mars, 2 et 5 avril 1953    | 24, 26, 29, 31 mars, 2 et 5 avril 1953 |        |   | 9, 11, 12, 14 et 16 avril 1953 | 9, 11, 12, 14 et 16 avril 1953 |
|  | 24, 26, 29, 31 mars, 2 et 5 avril 1953    | 24, 26, 29, 31 mars, 2 et 5 avril 1953 |        |   | 9, 11, 12, 14 et 16 avril 1953 | 9, 11, 12, 14 et 16 avril 1953 |
|  | Détroit                                   | 2                                      |        |   | 9, 11, 12, 14 et 16 avril 1953 | 9, 11, 12, 14 et 16 avril 1953 |
|  | Détroit                                   | 2                                      |        |   | 9, 11, 12, 14 et 16 avril 1953 | 9, 11, 12, 14 et 16 avril 1953 |
|  | Boston                                    | 4                                      |        |   | 9, 11, 12, 14 et 16 avril 1953 | 9, 11, 12, 14 et 16 avril 1953 |
|  | Boston                                    | 4                                      | Boston | 1 |                                |                                |
|  | 24, 26, 29, 31 mars, 2, 4 et 7 avril 1953 |                                        | Boston | 1 |                                |                                |
|  |                                           | Montréal                               | 4      |   |                                |                                |
|  | Montréal                                  | Montréal                               | 4      | 4 |                                |                                |
|  | Montréal                                  |                                        |        | 4 |                                |                                |
|  | Chicago                                   | 3                                      |        |   |                                |                                |
|  | Chicago                                   | 3                                      |        |   |                                |                                |

### Finale
Les Canadiens de Montréal battent les Bruins de Boston sur le score de 4 matchs à 1 en finale de Coupe Stanley.

## Honneurs remis aux joueurs et équipes

### Trophées
| Trophée           | Joueur        | Équipe               |
| ----------------- | ------------- | -------------------- |
| Trophée Calder    | Gump Worsley  | Rangers de New York  |
| Trophée Art-Ross  | Gordie Howe   | Red Wings de Détroit |
| Trophée Hart      | Gordie Howe   | Red Wings de Détroit |
| Trophée Lady Byng | Red Kelly     | Red Wings de Détroit |
| Trophée Vézina    | Terry Sawchuk | Red Wings de Détroit |

| Trophée                  | Équipe                |
| ------------------------ | --------------------- |
| Trophée Prince de Galles | Red Wings de Détroit  |
| Coupe Stanley            | Canadiens de Montréal |

### Équipes d'étoiles
| Position       | Première équipe | Première équipe       | Deuxième équipe  | Deuxième équipe       |
| Position       | Joueur          | Équipe                | Joueur           | Équipe                |
| -------------- | --------------- | --------------------- | ---------------- | --------------------- |
| Gardien de but | Terry Sawchuk   | Red Wings de Détroit  | Gerry McNeil     | Canadiens de Montréal |
| Défenseur      | Doug Harvey     | Canadiens de Montréal | Bill Gadsby      | Rangers de New York   |
| Défenseur      | Red Kelly       | Red Wings de Détroit  | Bill Quackenbush | Bruins de Boston      |
| Ailier gauche  | Ted Lindsay     | Red Wings de Détroit  | Bert Olmstead    | Canadiens de Montréal |
| Centre         | Fleming MacKell | Bruins de Boston      | Alex Delvecchio  | Red Wings de Détroit  |
| Ailier droit   | Gordie Howe     | Red Wings de Détroit  | Maurice Richard  | Canadiens de Montréal |